# زیردریایی آی-۵۸ (۱۹۴۳)
زیردریایی آی-۵۸ (۱۹۴۳) (به انگلیسی: Japanese submarine I-58 (1943)) یک زیردریایی بود که طول آن ۳۵۶ فوت ۸ اینچ (۱۰۸٫۷۱ متر) بود. این زیردریایی در سال ۱۹۴۴ ساخته شد.